# Барбадос на Олимпијским играма
Барбадос се први пут појавио на Олимпијским играма 1968. године и слао је своје спортисте на већину касније одржаних Летњих олимијских игара.
Барбадос је као члан екипе Британске западне Индије учествовао на Летњим олимијским игама 1960. одржаним у Риму. Барбадоски атлетичар Џејмс Ведербурн је био члан штафете 4х400 m која је тада освојила бронзану медаљу.
На Зимским олимпијским играма Барбадос никада није учествовао. Барбадоски представници су закључно са Олимпијским играма одржаним 2008. године у Пекингу освојили укупно 1 медаљу, и то у атлетици, бронзану у трци на 100 m.
Национални олимпијски комитет Барбадоса (Barbados Olympic Association) основан је 1955, а признат од стране Међународног олимпијског комитета исте године.

## Учешће и освојене медаље на ЛОИ
| Учешће и освојене медаље Барбадоса на ЛОИ |                                          |                                          |                                          |                                          |                                          |                                          |                                          |                                          |                                          |                                          |
| ЛОИ                                       | Носилац заставе                          | Учешће                                   | Муш.                                     | Жене                                     | сопрт.                                   | Злато                                    | Сребро                                   | Бронза                                   | Укупно                                   | Пласман                                  |
| 1960. Рим                                 | Као део тима Западно Индијске Федерације | Као део тима Западно Индијске Федерације | Као део тима Западно Индијске Федерације | Као део тима Западно Индијске Федерације | Као део тима Западно Индијске Федерације | Као део тима Западно Индијске Федерације | Као део тима Западно Индијске Федерације | Као део тима Западно Индијске Федерације | Као део тима Западно Индијске Федерације | Као део тима Западно Индијске Федерације |
| 1964. Токио                               | Барбадос није учествовао                 | Барбадос није учествовао                 | Барбадос није учествовао                 | Барбадос није учествовао                 | Барбадос није учествовао                 | Барбадос није учествовао                 | Барбадос није учествовао                 | Барбадос није учествовао                 | Барбадос није учествовао                 | Барбадос није учествовао                 |
| 1968. Мексико Сити                        |                                          | 9                                        | 9                                        | 0                                        | 5                                        | 0                                        | 0                                        | 0                                        | 0                                        |                                          |
| 1972. Минхен                              | Ентони Филипс                            | 13                                       | 8                                        | 5                                        | 4                                        | 0                                        | 0                                        | 0                                        | 0                                        |                                          |
| 1976. Монтреал                            | Лорна Форд                               | 11                                       | 9                                        | 2                                        | 2                                        | 0                                        | 0                                        | 0                                        | 0                                        |                                          |
| 1980. Москва                              | Барбадос је бојкотовао игре              | Барбадос је бојкотовао игре              | Барбадос је бојкотовао игре              | Барбадос је бојкотовао игре              | Барбадос је бојкотовао игре              | Барбадос је бојкотовао игре              | Барбадос је бојкотовао игре              | Барбадос је бојкотовао игре              | Барбадос је бојкотовао игре              | Барбадос је бојкотовао игре              |
| 1984. Лос Анђелес                         | Charles Pile                             | 16                                       | 13                                       | 3                                        | 6                                        | 0                                        | 0                                        | 0                                        | 0                                        |                                          |
| 1988. Сеул                                | Елвис Форд                               | 17                                       | 16                                       | 1                                        | 7                                        | 0                                        | 0                                        | 0                                        | 0                                        |                                          |
| 1992. Барселона                           |                                          | 17                                       | 16                                       | 1                                        | 5                                        | 0                                        | 0                                        | 0                                        | 0                                        |                                          |
| 1996. Атланта                             | Обаделе Томпсон                          | 13                                       | 1                                        | 2                                        | 7                                        | 0                                        | 0                                        | 0                                        | 0                                        |                                          |
| 2000. Сиднеј                              | Андреа Блакет                            | 18                                       | 12                                       | 6                                        | 6                                        | 0                                        | 0                                        | 1                                        | 1                                        | 71.                                      |
| 2004. Атина                               | Мајкл Маскел                             | 10                                       | 9                                        | 1                                        | 5                                        | 0                                        | 0                                        | 0                                        | 0                                        |                                          |
| 2008. Пекинг                              | Бредли Али                               | 8                                        | 7                                        | 1                                        | 3                                        | 0                                        | 0                                        | 0                                        | 0                                        |                                          |
| 2012. Лондон                              | Рајан Бретвејт                           | 6                                        | 6                                        | 0                                        | 0                                        | 0                                        | 0                                        | 0                                        | 0                                        |                                          |
| 2016. Рио де Жанеиро                      |                                          |                                          |                                          |                                          |                                          |                                          |                                          |                                          |                                          |                                          |
| 2020. Токио                               |                                          |                                          |                                          |                                          |                                          |                                          |                                          |                                          |                                          |                                          |
| 2024. Париз                               |                                          |                                          |                                          |                                          |                                          |                                          |                                          |                                          |                                          |                                          |
| 2028. Лос Анђелес                         | предстојећи догађај                      |                                          |                                          |                                          |                                          |                                          |                                          |                                          |                                          |                                          |
| 2032. Бризбејн                            | предстојећи догађај                      |                                          |                                          |                                          |                                          |                                          |                                          |                                          |                                          |                                          |
| Укупно 11 (13)                            |                                          | 136                                      | 116                                      | 22                                       |                                          | 0                                        | 0                                        | 1                                        | 1                                        |                                          |

### Освајачи медаља на ЛОИ
| Бр. | Медаља | Име             | Игре         | Спорт    | Дисциплина |
| 1.  |        | Обаделе Томпсон | 2000. Сиднеј | Атлетика | 100 м      |

### Преглед учешћа спортиста и освојених медаља Барбадоса по спортовима на ЛОИ
Стање после ЛОИ 2012.
| Спорт            | Период | Период   | Укупно | Мушки | Жене |   |   |   |   |
| Спорт            | Прво   | Последње | Укупно | Мушки | Жене |   |   |   |   |
| ---------------- | ------ | -------- | ------ | ----- | ---- | - | - | - | - |
| Атлетика         | 1968   | 2012     | 53     | 38    | 15   | 0 | 0 | 1 | 1 |
| Бициклизам       | 1968.  | 2004.    | 12     | 12    | 0    | 0 | 0 | 0 | 0 |
| Бокс             | 19854  | 2000.    | 8      | 8     | 0    | 0 | 0 | 0 | 0 |
| Гимнастика       | 1996.  | 1996.    | 1      | 1     | 0    | 0 | 0 | 0 | 0 |
| Дизање тегова    | 1968.  | 1972     | 1      | 1     | 0    | 0 | 0 | 0 | 0 |
| Једрење          | 1983.  | 2008.    | 12     | 12    | 0    | 0 | 0 | 0 | 0 |
| Пливање          | 1968.  | 2012.    | 10     | 9     | 1    | 0 | 0 | 0 | 0 |
| Стрељаштво       | 1968   | 2004     | 3      | 3     | 0    | 0 | 0 | 0 | 0 |
| Синхроно пливање | 1984.  | 1984.    | 1      | 0     | 1    | 0 | 0 | 0 | 0 |
| Скокови у воду   | 1988.  | 1988.    | 1      | 1     | 0    | 0 | 0 | 0 | 0 |
| Џудо             | 1988.  | 2012     | 4      | 4     | 0    | 0 | 0 | 0 | 1 |
| Укупно (11)      |        |          | 106    | 89    | 17   | 0 | 0 | 1 | 1 |

- Разлика у горње две табеле од 32 учесника (27 мушкараца и 7 жена) настала је у овој табели јер је сваки спотиста без обриза колико је пута учествовао на играма и у колико разних спортова на истим играма рачунат само једном

## Занимљивости
- Најмлађи учесник: Хедер Гудинг, 14 година и 165 дана Минхен 1972. атлетика
- Најстарији учесник: Ричард Хејд, 61 година и 277 дана Барселона 1992. једрење
- Највише учешча: 5 Мајкл Маскел (1992 — 2004, 2016) стрељаштво
- Највише медаља:1 Обаделе Томпсон (1. бр)
- Прва медаља: Обаделе Томпсон  (2000)
- Прво злато:  -
- Најбољи пласман на ЛОИ: 71. (2000)
- Најбољи пласман на ЗОИ: -